# Старина (Никольский район)
Старина — деревня в Никольском районе Вологодской области.
Входит в состав Кемского сельского поселения (с 1 января 2006 года по 1 апреля 2013 года входила в Верхнекемское сельское поселение), с точки зрения административно-территориального деления — в Верхнекемский сельсовет.
Расстояние по автодороге до районного центра Никольска — 62 км, до центра муниципального образования посёлка Борок — 12 км. Ближайшие населённые пункты — Падерино, Верхняя Кема, Костылево.
По переписи 2002 года население — 77 человек (36 мужчин, 41 женщина). Всё население — русские.